# Dassault nEUROn
Dassault nEUROn, é uma aeronave experimental de combate aéreo não tripulado desenvolvida internacionalmente liderado pela Dassault Aviation.
A sua primeira descolagem foi no dia 1 de dezembro de 2012.

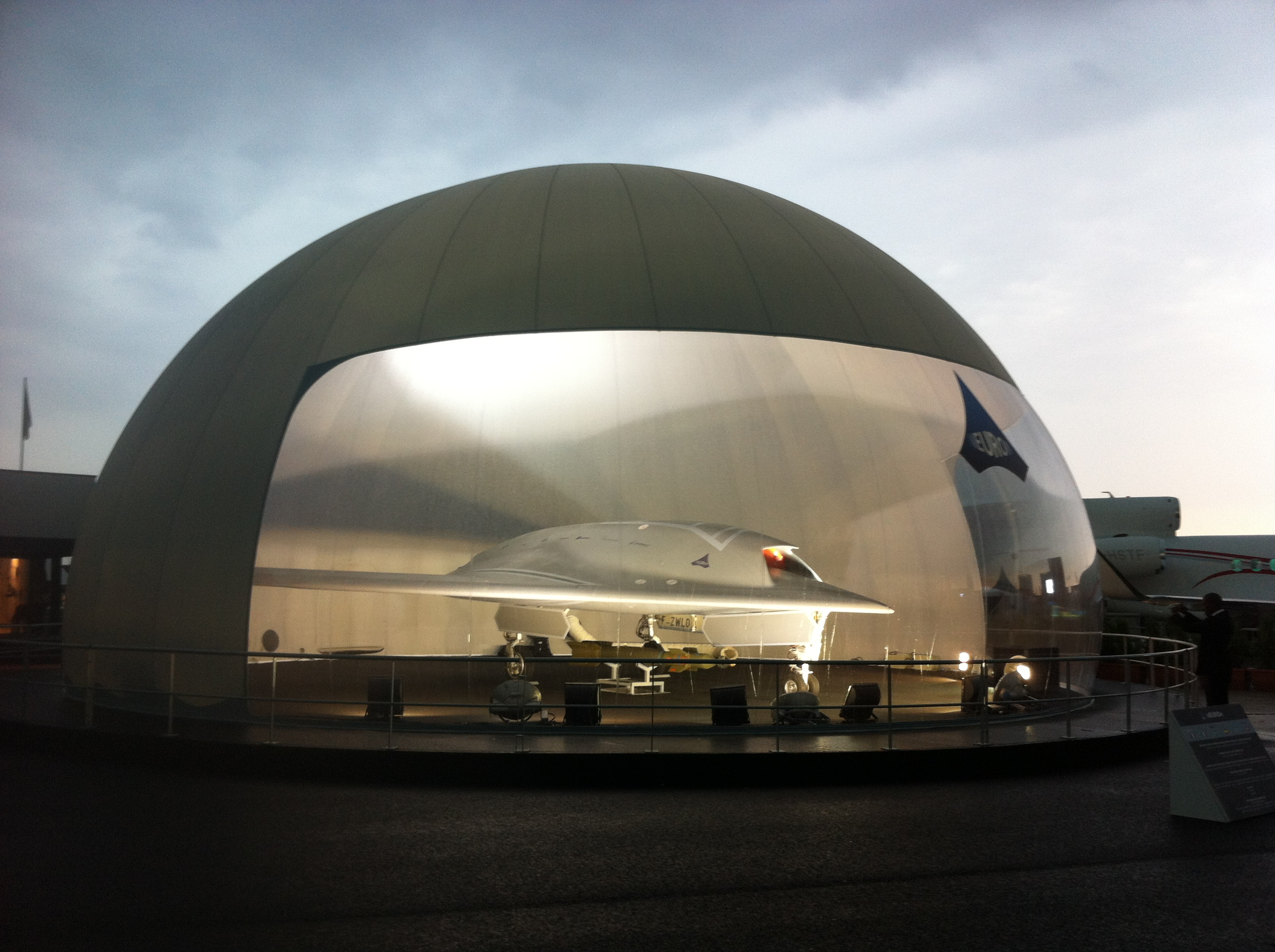
nEUROn no Paris Air Show de 2013.

## Especificações
- Tripulação: 0
- Comprimento: 9,5 m (31 ft 2 in)
- Wingspan: 12,5 m (41 ft 0 in)
- Peso vazio: 4900 kg (£ 10.803)
- Peso bruto: 7000 kg (£ 15.432)
- Powerplant: 1 × Rolls-Royce / Turboméca Adour / Snecma M88 , 40 kN (8992 lbf) de empuxo cada

Atuação
- Velocidade máxima: 980 km/h (608 mph)
- Teto de serviço: 14.000 m (45.900 pés)

Armamento
- 2 x £ 500 bombas guiadas